# Adriano Lanza
Adriano Lanza (* 4. Januar 1884; † 1975) war ein italienischer Moderner Fünfkämpfer.
Er nahm an den Olympischen Sommerspielen 1920 in Antwerpen teil, wo er den 22. Rang belegte. Er war der erste italienische Moderne Fünfkämpfer, der an Olympischen Spielen teilnahm.